# Idioma piceno meridional
El piceno, picénico o piceno meridional  era una lengua itálica perteneciente al grupo de las lenguas osco-umbras, hablada en el área habitada por picenos (en la costa de Adriático, en las actuales Marcas y la parte septentrional de Abruzos) en el I milenio a. C.. Esta lengua no debe confundirse con el piceno septentrional que es una lengua diferente no relacionada con el piceno meridional.

## Aspectos históricos, sociales y culturales

### Distribución
La datación de las 50 inscripciones en piceno halladas lo datan entre el siglo VI a. C. y el siglo III a. C.. También se han hallado inscripciones aisladas en la Campania, Lucania y Brucio, y en Cures, capital de los sabinos.

## Descripción lingüística

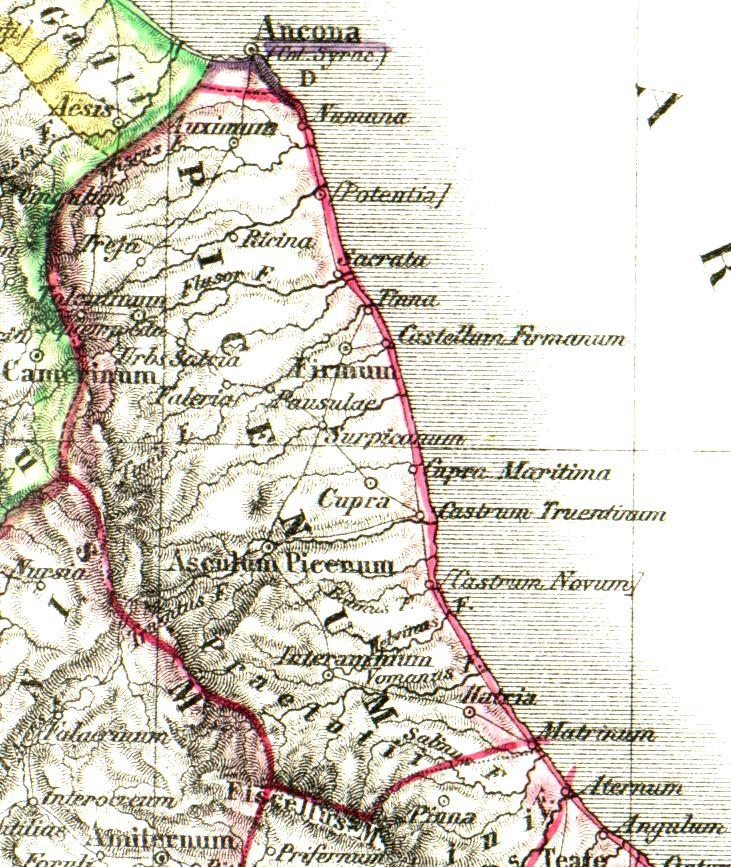
Localización de la región de Picenum.

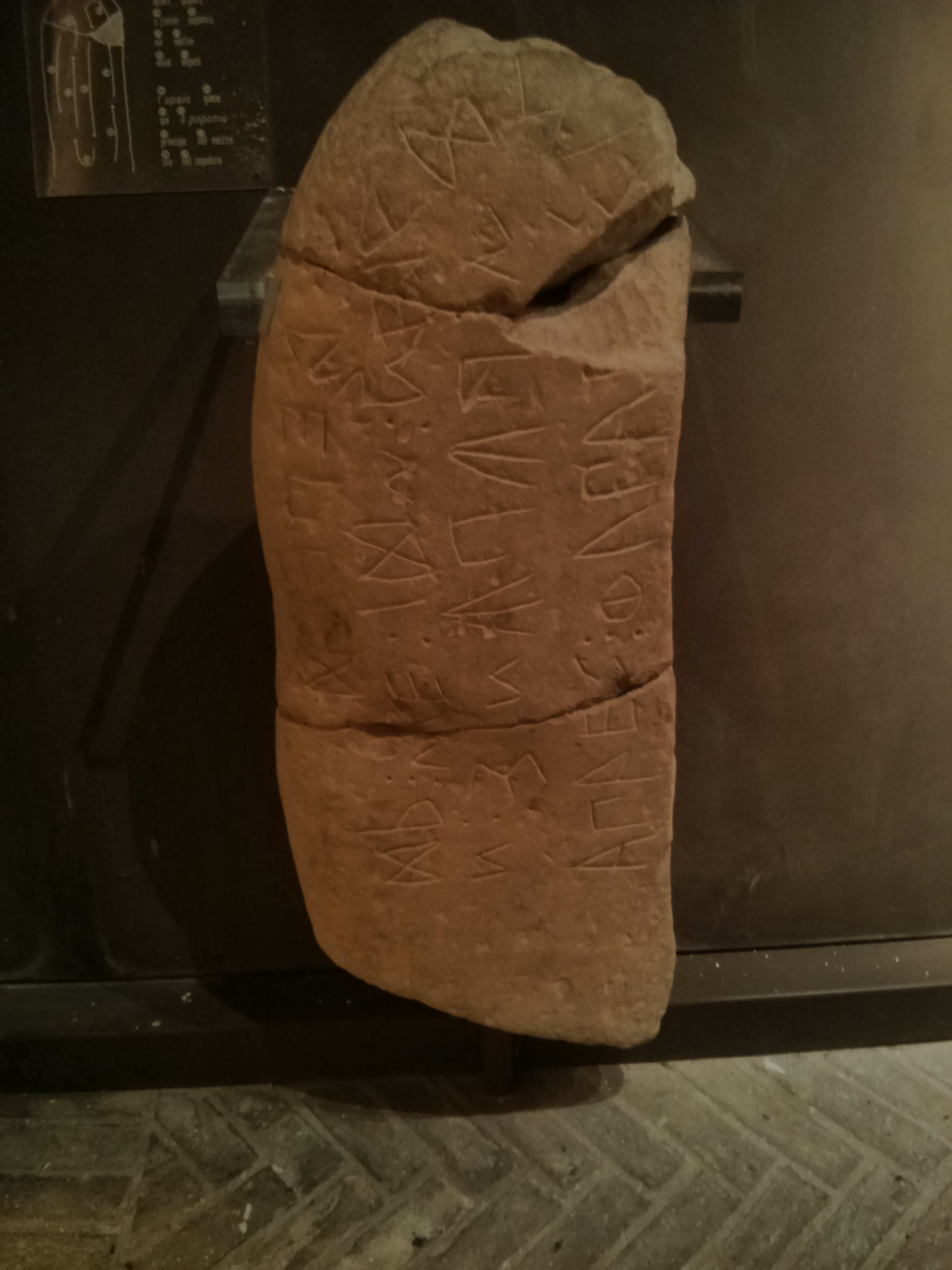
Ejemplo de una inscripción en piceno meridional.

### Clasificación
Los vestigios y la dificultad de su interpretación han hecho dudar durante mucho tiempo de su pertenencia a las lenguas osco-umbras, e incluso a las lenguas indoeuropeas; así, Francesco Ribezzo consideró tales vestigios cercanos al etrusco. Sólo con la aparición de nuevos vestigios se identificó claramente su filiación, traduciéndose por primera vez en 1985. La situación lingüística del área donde pudo hablarse el piceno meridional es compleja: justo al norte de la zona de donde provienen las inscripciones picenas se han hallado otras inscripciones en una lengua no indoeuropea todavía no descifrada conocida como piceno septentrional; asimismo en el área picena también hubo poblaciones samnitas, como pelignos y frentanos.
En principio se calificó al piceno como un dialecto cercano al umbro, pero en los últimos tiempos se la considera una lengua sabélica independiente del osco y del umbro. Las inscripciones de piceno muestran que en realidad se extendía sobre una superficie mayor que la históricamente ocupada por los picenos, entrando en el territorio de los vestinos, pelignos y marrucinos, y que cronológicamente es anterior a los dialectos de éstos (anteriores al siglo V a. C.). El marco lingüístico de la zona media del Adriático, es aún confuso y sigue siendo investigado.

### Fonología y escritura
Su alfabeto, decrifrado recientemente, es una versión del alfabeto latino, presentando la particularidad de usar siete vocales  (a, e, i, í, o, u, ú) y de caracteres no encontrados en otros textos.

### Inscripciones
Un ejemplo es la inscripción (Sp TE 2) hallada en Bellante en una lápida:
| Piceno meridional                                          | Latín                                                        | Español                                                                |
| ---------------------------------------------------------- | ------------------------------------------------------------ | ---------------------------------------------------------------------- |
| Posti viam videtas Tetis tokam alies esmen vepses vepeten. | Post viam videtis Titus togam alius in hoc lapides lapidato. | Después de la vía, vés el otro toga de Tito en estas lápidas lapidado. |
La traducción de la segunda línea no es clara en cuanto al significado exacto de tokam: si se puede identificar en forma y etimología con el latín (toga), el significado latino puede estar fuera de lugar aquí y algunos autores sugieren que significa cubrir.
Los dos puntos se han utilizado para separar palabras, siendo tres puntos en la inscripción original. La letra v era pronunciada [w] y la k [g]. 
A continuación se muestra tres inscripciones más en piceno meridional comparadas con el latín y el español:
| Piceno meridional                                                                                            | Latín | Español |
| --- | --- | --- |
| Mei Aniom ombrijen akren postiknam putii knuskem dunoi defia ufflu tefei.                                    | Mei Annium in umbre agro posticam potui noscere dono, debeat offula tibi.                                          | Mi Annio en el agro umbro posteriormente puede conocer el don, debía una pieza a ti.                                                              |
| Matereih patereih Qolof itur pirquoih arith imih puih pupunum estu fek apaius adstatuh suais manus meitinum. | Matris patris Colus itur pulcris artis imaginis quis picenum esto hic principibus astatis suas manibus monumentum. | La madre y el padre de Colus han ido hermosos al arte y la imagen, quien de estos picenos aquí presentará al príncipe con sus manos el monumento. |
| Petruh pupuns suhuh suai pis eh ueli denu pude peipe.                                                        | Petris picenus suus, si quis ex veli deno quod quique.                                                             | Sus piedras piceno, si quien del velo cada decena cual.                                                                                           |
Obsérvese la métrica similar de cada línea y la repetición de sonidos. Las inscripciones fueron estudiadas por lingüistas indoeuropeos como un ejemplo de las primeras poesías itálicas con un reflejo de una forma poética protoindoeuropea.